# Assassinato de Henrique Marquez de Jesus
Henrique Marques de Jesus, um adolescente paulista de 16 anos de idade, foi assassinado em dezembro de 2024 em Jijoca de Jericoacoara, Ceará, Brasil. Natural de Bertioga, São Paulo, Henrique estava de férias com seu pai, Danilo Martins de Jesus, quando o incidente ocorreu.

## Crime

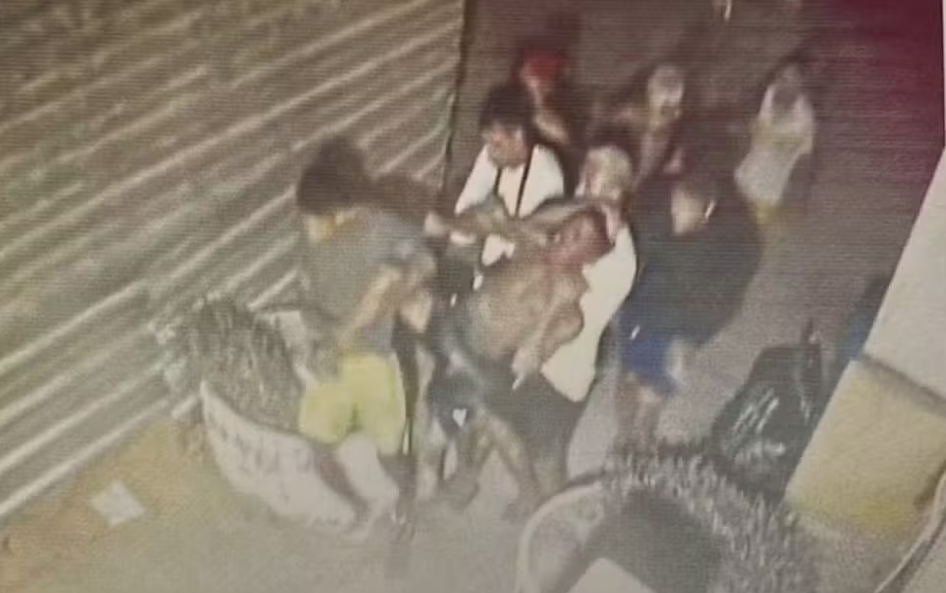
Imagem de CCTV mostrando sendo sequestrados por seus assassinos

Na madrugada de 17 de dezembro de 2024, após retornar sozinho à pousada para buscar um carregador de celular, Henrique foi abordado por, pelo menos, oito indivíduos. Imagens de câmeras de segurança registraram o momento em que ele foi cercado e levado à força. Posteriormente, seu corpo foi encontrado próximo à Lagoa Negra, uma área isolada de Jericoacoara. A Perícia Forense indicou que Henrique foi espancado até a morte, sem sinais de ferimentos por armas de fogo ou facas.

## Investigação
As investigações revelaram que os agressores acessaram o celular de Henrique e encontraram fotos em que ele fazia gestos com as mãos associados a uma facção criminosa paulista. Os criminosos interpretaram esses gestos como uma afiliação ao Primeiro Comando da Capital (PCC), rival do Comando Vermelho (CV), facção à qual pertenciam. Contudo, o pai de Henrique afirmou que seu filho desconhecia o significado desses gestos e que eles eram comuns em sua região de origem.
Em 23 de dezembro de 2024, a Polícia Civil do Ceará apreendeu um adolescente de 16 anos no bairro Barroso, em Fortaleza, suspeito de participação no homicídio. Além disso, foi cumprido um mandado de prisão preventiva contra um homem de 36 anos, já detido em uma unidade prisional no Maranhão, apontado como o mandante do crime e líder do CV em Jericoacoara. Ambos são suspeitos de integrar o grupo criminoso responsável pelo assassinato de Henrique.